# مارسگاگلیا
مارسگاگلیا (انگلیسی: Marcegaglia) شرکت فولاد ایتالیایی است، که در سال ۱۹۵۹ تأسیس شد.